# Melipilla
Melipilla ist eine Stadt in der Mitte Chiles. Sie liegt in der Region Metropolitana und ist die Hauptstadt der gleichnamigen Provinz Melipilla.

## Bevölkerung
Die Gemeinde Melipilla hat dem Zensus 2017 zufolge 123.627 Einwohner (2002: 94.540), von denen 84.724 in städtischen Siedlungen auf dem Gemeindegebiet leben, die restlichen Bewohner im ländlichen Außenbereich. 72.650 Einwohner bewohnen den eigentlichen städtischen Siedlungskern, den Innenbereich der Stadt Melipilla.

## Geografie und Klima
Die Stadt liegt etwa 60 km westlich von Santiago de Chile. Ihr Gebiet grenzt an das Küstengebirge im Norden, im Nordosten an die Provinz Chacabuco, im Osten an die Provinz Santiago und im Südosten an die Provinz Talagante. Sie liegt etwa 170 m über dem Meeresspiegel. In der Nähe der Stadt fließt der Río Maipo.
Melipilla grenzt an die Täler Valle de estero Puangue an das Valle de Alhué. Die Gegend ist von Granit-Formationen durchzogen, die von früheren Vulkanausbrüchen stammen. Im Jahr fallen zwischen 500 und 800 mm Regen.

## Geschichte
Die Stadt wurde am 11. Oktober 1742 von Gouverneur José Antonio Manso de Velasco unter dem Namen San José de Logroño gegründet. Erst 200 Jahre später wurde die Stadt in Melipilla umbenannt. Am 20. Dezember 1870 erhielt sie ihre Stadtrechte. Am 1. April 1980 wurde sie die Hauptstadt der gleichnamigen Provinz.

## Sehenswürdigkeiten
In der Nähe der Stadt liegt Pomaire ein Töpferdorf. In der Gegend Curacaví kann man traditionelle Bilder der Vendimia-Kultur kaufen. Auf der La Ruta del Queso, einer Art Stadtbesichtigung, kann man die Stadt und das Umland direkt erleben. Hier sind Besuche von landwirtschaftlichen Einrichtungen, Lokalen und kulturellen Orten vorgesehen.

## Wirtschaft
Melipilla ist eine moderne Industriestadt und ein Dienstleistungszentrum. Das Umland ist geprägt von Landwirtschaft und Bergbau. In den Minen wird Kupfer und Gold abgebaut.

## Söhne und Töchter der Stadt
- Emilio Sotomayor Baeza, Oberst im Salpeterkrieg (1879–1883), später General
- Guillermo Vergara (1890–1943), Maler
- Héctor Droguett (1925–2004), Radrennfahrer
- Gabriel Galleguillos (* 1944), Fußballspieler
- Valber Huerta (* 1993), Fußballspieler
- Ariel Martínez (* 1994), Fußballspieler